# Olmo al Brembo
Olmo al Brembo är en ort och kommun i provinsen Bergamo i regionen Lombardiet i Italien. Kommunen hade 497 invånare (2018).